# ブシロードpresents 相羽あいなの大こ〜かいRaDiO
ブシロードpresents 相羽あいなの大こ〜かいRaDiO（ぶしろーどプレゼンツあいばあいなのだいこーかいレディオ）は、TBSラジオで2019年4月4日から2020年9月24日まで木曜日 21:30 - 22:00に放送されていたラジオ番組。2022年11月4日には"相羽あいなの大こ〜かいRaDiO ブシロード15周年スペシャル"と題して1夜限りの復活を果たした。

## 概要
声優の相羽あいなが、自身の代表作品としているBanG Dream!の情報をはじめ、趣味の競馬やプロレスなどを語る。

## ゲスト

### 2019年
- 4月11日 - 富田麻帆（スタァライト九九組）
- 4月18日 - 真壁刀義
- 5月9日 - 岩井勇気（ハライチ）
- 5月30日 - 松本梨香
- 6月13日 - 大石昌良
- 7月11日 - 小山百代（スタァライト九九組）
- 7月18日 - Raychell（RAISE A SUILEN）
- 8月1日 - 山口勝平
- 8月15日 - 伊藤麻希
- 8月29日 - 工藤晴香、中島由貴、櫻川めぐ、志崎樺音（Roselia）
- 9月12日 - 前島亜美
- 9月22日 - 工藤晴香、中島由貴、志崎樺音（Roselia）
- 9月26日 - 鈴木このみ
- 10月10日 - 寺中友将、小野武正（KEYTALK）
- 10月24日 - 岩井勇気、蒼井翔太
- 10月31日 - あかほりさとる
- 11月14日 - ゲッターズ飯田
- 11月21日 - 獣神サンダー・ライガー
- 12月12日 - 伊藤彩沙（Poppin'Party）
- 12月19日 - 鈴木愛理
- 12月26日 - かまいたち

### 2020年
- 1月9日 - 金田朋子
- 1月16日 - 愛美（Poppin'Party）、小原莉子（RAISE A SUILEN）
- 1月30日 - 日笠陽子
- 2月13日 - 石井竜也
- 2月20日 - 木村花
- 3月5日 - アメリカザリガニ
- 3月19日 - May'n
- 4月2日 - 上松範康
- 4月16日 - 小林大紀
- 4月23日 - 佐々木未来
- 5月7日 - KIHOW（MYTH&ROID）
- 5月21日 - 森久保祥太郎
- 6月4日 - 千葉繁
- 6月11日 - 森嶋秀太
- 6月25日 - 藤村忠寿
- 7月9日 - Roselia
- 7月23日 - ロザン(お笑いコンビ)
- 8月6日 - 横川尚隆
- 8月13日 - 藤井みほな
- 8月20日 - 岩谷麻優
- 8月27日 - 成田耕祐(ブシロードクリエイティブ代表取締役社長)
- 9月3日 - 三森すずこ、伊藤彩沙
- 9月17日 - 安納サオリ

### 2022年
- 11月4日 - 橘田いずみ、KAIRI、タイチ